# Venturebeat
Venturebeat, Eigenschreibweise mit Binnenmajuskel VentureBeat, gelegentlich abgekürzt zu VB, ist eine 2006 gegründete, US-amerikanische Website mit Hauptsitz im kalifornischen San Francisco. Sie veröffentlicht Nachrichten, Analysen, lange Beiträge, Interviews und Videos zu Themen im Bereich Technologie, Internet, Computerspiele und angrenzenden Gebieten. VentureBeat hat nach eigenen Angaben etwa 6 Millionen Leser pro Monat.

## Geschichte
VentureBeat wurde im Oktober 2006 von Matt Marshall, einem ehemaligen Korrespondenten für The Mercury News, gegründet.
Im März 2009 unterzeichnete VentureBeat einen Partnerschaftsvertrag mit IDG, um die DEMO Conference zu organisieren, eine Konferenz für Startups, um ihre Markteinführungen anzukündigen und Finanzmittel von Investoren einzuwerben. Matt Marshall übernahm dabei eine Führungsrolle. Im September 2012 beendete VentureBeat seine Partnerschaft mit DEMO.
In den Jahren 2014 und 2015 sammelte das Unternehmen externe Investorengelder von Risikokapitalgebern aus dem Silicon Valley, darunter CrossLink Capital, Walden Venture Capital, Rally Ventures, Formation 8 und Lightbank.
VentureBeat produziert eine Reihe von thematischen Branchenveranstaltungen, darunter MobileBeat, GamesBeat und GrowthBeat. Darüber hinaus produziert es mehrere kleine, jährliche Summits mit C-Level-Führungskräften der Branche.

## Rezeption
VentureBeat wurde im deutschsprachigen Raum unter anderem von heise online und der Frankfurter Allgemeine Zeitung zitiert. Das Portal buffed lobt den VentureBeat-Autor Jeff Grubb als „in der Gaming-Branche sehr gut vernetzt“.